# Kreis Sömmerda
| Basisdaten                          | Basisdaten                         |
| ----------------------------------- | ---------------------------------- |
| Bezirk der DDR                      | Erfurt                             |
| Kreisstadt                          | Sömmerda                           |
| Fläche:                             | 556 km² (1989)                     |
| Einwohner:                          | 65.735 (1989)                      |
| Bevölkerungsdichte:                 | 118 Einwohner/km² (1989)           |
| Kfz-Kennzeichen:                    | L und F (1953–1990) LV (1974–1990) |
|                                     |                                    |
| Der Kreis Sömmerda im Bezirk Erfurt |                                    |

Der Kreis Sömmerda war von 1952 bis 1990 ein Landkreis im Bezirk Erfurt der DDR. Ab 1990 bestand er als Landkreis Sömmerda im Land Thüringen fort. Sein Gebiet liegt heute im Landkreis Sömmerda in Thüringen. Der Sitz der Kreisverwaltung befand sich in Sömmerda.

## Geographie

### Lage
Der Kreis lag nördlich von Erfurt im Thüringer Becken.

### Wichtigste Orte
Die bedeutendsten Orte neben der Kreisstadt Sömmerda waren die Städte Kölleda, Rastenberg, Buttstädt, Kindelbrück und Weißensee sowie die Gemeinden Straußfurt, Olbersleben und Guthmannshausen.

### Nachbarkreise
Der Kreis Sömmerda grenzte im Uhrzeigersinn im Norden beginnend an die Kreise Artern, Nebra, Naumburg, Apolda, Weimar-Land, Erfurt-Land, Langensalza und Sondershausen.

## Geschichte
Am 25. Juli 1952 kam es in der DDR zu einer umfassenden Kreisreform. Der neue Kreis Sömmerda wurde aus
- den Gemeinden Gangloffsömmern, Günstedt, Henschleben, Kranichborn, Orlishausen, Riethgen, Rohrborn, Schallenburg, Scherndorf, Schwerstedt, Sömmerda, Sprötau, Straußfurt, Tunzenhausen, Vogelsberg, Waltersdorf, Weißensee, Wenigensömmern, Werningshausen und Wundersleben aus dem verkleinerten Landkreis Erfurt,
- den Gemeinden Bachra, Beichlingen, Büchel, Dermsdorf, Frohndorf, Griefstedt, Großmonra, Kölleda, Leubingen, Ostramondra, Roldisleben, Rothenberga, Schillingstedt und Stödten aus dem aufgelösten Landkreis Kölleda,
- den Gemeinden Herrnschwende, Kindelbrück und Ottenhausen aus dem verkleinerten Landkreis Sondershausen und
- den Gemeinden Buttstädt, Ellersleben, Eßleben, Großbrembach, Großneuhausen, Guthmannshausen, Hardisleben, Kleinbrembach, Kleinneuhausen, Mannstedt, Olbersleben, Rastenberg, Rudersdorf und Teutleben aus dem verkleinerten Landkreis Weimar

gebildet und dem neugebildeten Bezirk Erfurt zugeordnet. Kreissitz war die Stadt Sömmerda.
Am 17. Mai 1990 wurde der Name des Kreises in Landkreis Sömmerda geändert. Anlässlich der Wiedervereinigung der beiden deutschen Staaten wurde der Landkreis im Oktober 1990 ein Teil des wiedererrichteten Landes Thüringen.

### Einwohnerentwicklung
| Jahr      | 1960   | 1971   | 1981   | 1989   |
| Einwohner | 66.817 | 67.873 | 67.444 | 65.735 |

## Wirtschaft
Neben der Landwirtschaft, die durch die Fruchtbarkeit des Thüringer Beckens begünstigt wurde, existierten im Kreis unter anderem die folgenden wichtigen Industriebetriebe:
- VEB Robotron Büromaschinenwerk Sömmerda
- VEB Funkwerk Kölleda
- VEB Kofferfabrik Kindelbrück
- VEB Dachziegelwerk Sömmerda
- VEB Zuckerfabrik Straußfurt

## Verkehr
Im überregionalen Straßenverkehr wurde das Kreisgebiet durch die F 4 Richtung Nordhausen und Erfurt, die F 85 Richtung Weimar, die F 86 Richtung Sangerhausen sowie durch die F 176 Richtung Eisenach und Naumburg erschlossen. Die nächstgelegene Autobahn war die Autobahn Eisenach–Görlitz, die südlich am Kreisgebiet vorbeiführte.
Dem Eisenbahnverkehr dienten in Nord-Süd-Richtung die Strecken Nordhausen–Straußfurt–Erfurt und Sangerhausen–Sömmerda–Erfurt sowie in West-Ost-Richtung die Nebenbahnen Ballstädt–Straußfurt und Straußfurt–Großheringen.

## Kfz-Kennzeichen
Den Kraftfahrzeugen (mit Ausnahme der Motorräder) und Anhängern wurden von etwa 1974 bis Ende 1990 dreibuchstabige Unterscheidungszeichen, die mit dem Buchstabenpaar LV begannen, zugewiesen. Die letzte für Motorräder genutzte Kennzeichenserie war LX 00-01 bis LX 20-00.
Anfang 1991 erhielt der Landkreis das Unterscheidungszeichen SÖM.

## Gemeinden
Bei seiner Umbenennung in Landkreis Sömmerda umfasste der Kreis Sömmerda folgende 46 Gemeinden:
- Bachra
- Beichlingen
- Büchel
- Buttstädt, Stadt
- Dermsdorf
- Eßleben-Teutleben
- Frohndorf
- Frömmstedt
- Gangloffsömmern
- Griefstedt
- Großbrembach
- Großmonra
- Großneuhausen
- Günstedt
- Guthmannshausen
- Hardisleben
- Henschleben
- Herrnschwende
- Kindelbrück, Stadt
- Kleinbrembach
- Kleinneuhausen
- Kölleda, Stadt
- Leubingen
- Mannstedt
- Olbersleben
- Orlishausen
- Ostramondra
- Ottenhausen
- Rastenberg, Stadt
- Riethgen
- Roldisleben
- Rothenberga
- Rudersdorf
- Schallenburg
- Scherndorf
- Schillingstedt
- Schwerstedt
- Sömmerda, Stadt
- Sprötau
- Straußfurt
- Tunzenhausen
- Vogelsberg
- Waltersdorf
- Weißensee, Stadt
- Werningshausen
- Wundersleben

### Eingemeindungen und Zusammenschlüsse
Während des Bestehens des Kreises Sömmerda von 1952 bis 1990 wurden folgende Gemeinden aufgelöst:
- Auflösung der Gemeinde Stödten – Eingemeindung nach Leubingen (1. Juli 1961)
- Auflösung der Gemeinden Eßleben und Teutleben – Zusammenschluss zur Gemeinde Eßleben-Teutleben (14. März 1974)
- Auflösung der Gemeinden Rohrborn und Wenigensömmern – Eingemeindung nach Sömmerda (14. März 1974)

### Umgliederungen von Gemeinden
Außerdem erfolgten zwei Umgliederung in bzw. von anderen Kreisen:
- Umgliederung der Gemeinde Kranichborn vom Kreis Sömmerda in den Kreis Erfurt (4. Dezember 1952)
- Umgliederung der Gemeinde Frömmstedt vom Kreis Sondershausen in den Kreis Sömmerda (1. Januar 1956)